# Athetis renalis
Athetis renalis är en fjärilsart som beskrevs av Moore 1884. Athetis renalis ingår i släktet Athetis och familjen nattflyn. Inga underarter finns listade i Catalogue of Life.